# Final Four Pucharu Polski w futsalu 2014/2015
Turniej Final Four Pucharu Polski 2015 odbył się w dniach 9–10 maja 2015 w hali Centrum Park w Chojnicach. Turniej wyłonił zwycięzcę Pucharu Polski za sezon 2014/2015. Wzięli w nim udział gospodarze – Red Devils Chojnice oraz Wisła Krakbet Kraków, Gatta Zduńska Wola i Rekord Bielsko-Biała. 9 maja odbyły się mecze półfinałowe, których zwycięzcy awansowali do finału (rozegranego 10 maja).

## Drużyny
| Drużyna              | Trener              | Kapitan         | Wyeliminowani przeciwnicy                                                           | Ilość tytułów            |
| -------------------- | ------------------- | --------------- | ----------------------------------------------------------------------------------- | ------------------------ |
| Red Devils Chojnice  | Vlastimil Bartošek  | Jacek Burglin   | Unikat Osiek (5:3) GAF Jasna Gliwice (5:2) Pogoń 04 Szczecin (6:3, 1:0)             | -                        |
| Wisła Krakbet Kraków | Krzysztof Kusia     | Kamil Dworzecki | NBit Gliwice (5:3) Red Dragons Pniewy (4:4 k.2:0) Chrobry Głogów (2:2, 6:4)         | 2 (2010/2011, 2013/2014) |
| Rekord Bielsko-Biała | Adam Kryger         | Piotr Szymura   | Stal Mielec (9:0) Clearex Chorzów (1:0) Gwiazda Ruda Śląska (4:2, 8:6)              | 1 (2012/2013)            |
| Gatta Zduńska Wola   | Marcin Stanisławski | Igor Sobalczyk  | Dąb Dąbrowa Białostocka (10:1) AZS UG Gdańsk (4:4 k.3:2) AZS UŚ Katowice (3:3, 7:3) | 1 (2011/2012)            |

## Drabinka i wyniki turnieju
|  |                      |                      |                      |                      |   |                      |                      |       |
|  | Półfinał             | Półfinał             | Półfinał             |                      |   | Finał                | Finał                | Finał |
|  | Półfinał             | Półfinał             | Półfinał             |                      |   | Finał                | Finał                | Finał |
|  | 9 maja – Chojnice    |                      |                      |                      |   |                      |                      |       |
|  |                      |                      |                      |                      |   |                      |                      |       |
|  | Red Devils Chojnice  | Red Devils Chojnice  | 2                    |                      |   |                      |                      |       |
|  | Red Devils Chojnice  | Red Devils Chojnice  | 2                    | 10 maja – Chojnice   |   |                      |                      |       |
|  | Rekord Bielsko-Biała | Rekord Bielsko-Biała | 4                    |                      |   |                      |                      |       |
|  | Rekord Bielsko-Biała | Rekord Bielsko-Biała | 4                    |                      |   | Rekord Bielsko-Biała | Rekord Bielsko-Biała | 1     |
|  | 9 maja – Chojnice    |                      |                      |                      |   | Rekord Bielsko-Biała | Rekord Bielsko-Biała | 1     |
|  |                      |                      | Wisła Krakbet Kraków | Wisła Krakbet Kraków | 2 |                      |                      |       |
|  | Wisła Krakbet Kraków | Wisła Krakbet Kraków | Wisła Krakbet Kraków | Wisła Krakbet Kraków | 2 | 6                    |                      |       |
|  | Wisła Krakbet Kraków | Wisła Krakbet Kraków |                      |                      |   |                      |                      |       |
|  | Gatta Zduńska Wola   | Gatta Zduńska Wola   | 0                    |                      |   |                      |                      |       |
|  | Gatta Zduńska Wola   | Gatta Zduńska Wola   | 0                    |                      |   |                      |                      |       |

### Półfinał nr.1
| 9 maja 2015, 14:30 | Wisła Krakbet Kraków · Marcin Czech 8', 25' · Krzysztof Adamski 9' (s) · Paweł Budniak 12' · Adam Jonczyk 28' · Mikołaj Zastawnik 35' | 6:0(4:0)Raport | Gatta Zduńska Wola | Sędzia: Tomasz Frąk i Andrzej Witkowski |
|                    | |                |                    |                                         |

Wisła: Dworzecki – Jonczyk, Bondar, Pater, Budniak – Kowal, Zastawnik, Czech, Wachuła, Ricardo, Wojciechowski

Gatta: Słowiński – Stanisławski, Sobalczyk, Milewski, Szypczyński – Adamski, Olejniczak, Szymczak

### Półfinał nr.2
| 9 maja 2015, 20:00 | Red Devils Chojnice · Dmytro Charczenko 8' · Łukasz Sobański 29' | 2:4(1:1)Raport | Rekord Bielsko-Biała · 14' Dmytro Kameko · 38' Jan Janovský · 40' Paweł Machura · 40' Artur Popławski | Sędzia: Sebastian Stawicki i Damian Jaruchiewicz |
|                    |                                                                  |                | |                                                  |

Red Devils: Bondarenko – Iwanow, Charczenko, Kriezel, Kaźmierczak – Sobański, Mączkowski, Laskowski, Kubiszewski

Rekord: Brzenk – Machura, Popławski, Franz, Mentel – Szymura, Łysoń, Polášek, Marek, Janovský, Kameko

### FINAŁ
| 10 maja 2015, 15:00 | Wisła Krakbet Kraków · Paweł Budniak 5' · Ołeksandr Bondar 35' | 2:1(1:0)Raport | Rekord Bielsko-Biała · 20' Paweł Machura | Sędzia: Tomasz Frąk i Damian Jaruchiewicz |
|                     |                                                                |                |                                          |                                           |

Wisła: Dworzecki – Jonczyk, Bondar, Pater, Budniak – Kowal, Czech, Wachuła, Ricardo, Wojciechowski

Rekord: Brzenk – Machura, Franz, Polášek, Mentel – Szymura, Popławski, Łysoń, Marek, Janovský, Kameko

## Strzelcy

### 2 gole
- Paweł Budniak (Wisła)
- Marcin Czech (Wisła)
- Paweł Machura (Rekord)

### 1 gol
- Ołeksandr Bondar (Wisła)
- Adam Jonczyk (Wisła)
- Mikołaj Zastawnik (Wisła)
- Dmytro Charczenko (Red Devils)
- Łukasz Sobański (Red Devils)
- Dmytro Kameko (Rekord)
- Jan Janovský (Rekord)
- Artur Popławski (Rekord)

Gole samobójcze
- Krzysztof Adamski (Gatta) dla Wisły

## Prawa telewizyjne
- Orange Sport (wszystkie mecze turnieju) – Realizacja TransmisjeLIVE.pl